# Hadim Mesih Pascià
Hadim Mesih Pascià (1495 – Istanbul, 1589) è stato un politico ottomano.

## Biografia
Masih Pascià nacque in Bosnia da una famiglia cristiana. Come eunuco servì come agha bianco nella casa privata del sultano (enderun) e come i suoi predecessori hanno avuto molta influenza sul sultano. Nel 1574 fu inviato al Cairo come beilerbei (governatore generale) dell'Eyalet d'Egitto che governò per cinque anni con notevole successo (1575-1580). Al suo ritorno nella capitale nel 1581 divenne il terzo visir. Fu promosso secondo visir nel luglio 1584 fu elevato a secondo visir e caimacan e nel novembre 1585 sostituì Özdemiroğlu Osman Pascià che fu nominato serdar che lasciò la capitale per intraprendere una campagna contro i Safavidi. Alla morte di Osman Pascià, il 1 dicembre 1585, Masih Pascià  gli succedette quando aveva quasi 90 anni, ma dopo cinque mesi e mezzo si dimise (14 aprile 1586) a causa di un disaccordo con il Sultano che rifiutò di nominare reis ul-kuttub  Küçuük Hasan Bey (candidato di Mesih) al posto di Hamza Efendi.
Si ritirò a vita privata e morì tre anni dopo, nel 1589. Fu sepolto in una tomba accanto alla moschea che aveva commissionato nel quartiere Karagümrük a Istanbul.